# Doddakuntanahalli, Ramanagara
Doddakuntanahalli là một làng thuộc tehsil Ramanagara, huyện Ramanagara, bang Karnataka, Ấn Độ.